# Ларжо, Виктор
Леон Виктор Ларжо (фр. Victor Largeau; 21 июня 1842, Манье, Дё-Севр — 29 марта 1897, Ньор) — французский путешественник, исследователь Африки, внёсший вклад в изучение территории Сахары.

## Биография
Родился в семье скромного достатка. В молодости собирался сделать карьеру типографа, но его тянуло в Африку, и он начал свою карьеру путешественника в Алжире.
При поддержке Анри Дюверье и Шарля Монуара в 1874 году попытался получить финансовую помощь от Торговой палаты Марселя для организации коммерческой и научной поездки в Гадамес. Затем Торговая палата Филиппвиля в Алжире и Генеральный совет департамента Константин предоставили ему некоторые субсидии.
Сделал две попытки пройти Сахару через Гадамес (1875) и достигнуть Томбукту (1877). Участвовал в неудачной экспедиции с целью исследовать возможный маршрут прокладки железной дороги из Алжира в Судан (1877), проходящего через Уаргла, Вади Мья и Тидикельт, хотя ему не удалось выйти за пределы Хасси Смейлы, жителей Ин- Салаха, отказывавшихся принимать неверных.
Отказавшись от исследований в 1881 году после резни в миссии Флаттерса, стал работать в колониальной администрации, служил в Сенегале (1885 г.), а затем в Конго (1894 г.). Вернулся во Францию в 1896 году, где и умер.
Опубликовал:
- La Vengeance d'Ali, poème arabe, traduit par Victor Largeau, 1875
- Voyage dans le Sahara et à Ghadamès, Bulletin de la Société de Géographie, 1877, p. 35
- Le Sahara : premier voyage d'exploration, 1877
- Le pays de Rirha, Ouargla, voyage à Ghadamès, 1879
- Flore saharienne : histoires et légendes, traduites de l'arabe par Victor Largeau, 1879
- Le Sahara algérien, les déserts de l'Erg, 1881
- Encyclopédie pahouine, Congo français. Éléments de grammaire et dictionnaire français-pahouin, posth, 1901